# Heterotrissocladius
Heterotrissocladius is een muggengeslacht uit de familie van de Dansmuggen (Chironomidae).

## Soorten
- H. boltoni Saether, 1993
- H. brundini Saether & Schnell, 1988
- H. cooki Saether, 1975
- H. changi Saether, 1975
- H. grimshawi (Edwards, 1929)
- H. hirtapex Saether, 1975
- H. latilaminus Saether, 1975
- H. maari Brundin, 1949
- H. maeaeri Brundin, 1949
- H. marcidus (Walker, 1856)
- H. oliveri Saether, 1975
- H. scutellatus (Goetghebuer, 1942)
- H. subpilosus (Kieffer, 1911)
- H. zierli Stur & Wiedenbrug, 2005